# Liste der denkmalgeschützten Objekte in Beckov
Die Liste der denkmalgeschützten Objekte in Beckov enthält die 31 nach slowakischen Denkmalschutzvorschriften geschützten Objekte in der Gemeinde Beckov im Okres Nové Mesto nad Váhom.

## Denkmäler
| Foto |                 | Denkmal / č. ÚZPF                                     | Standort / Konskr. Nr.                            | Offizielle Beschreibung               | Beschreibung                                      | Metadaten                                                                    |
| ---- | --------------- | ----------------------------------------------------- | ------------------------------------------------- | ------------------------------------- | ------------------------------------------------- | ---------------------------------------------------------------------------- |
| ja   | Datei hochladen | Denkmal(sk) Burg Beckov ObjektID: 304-1174/0          | Standort KG: Beckov Konskr.Nr.:                   | padlí v I.+II.sv.v.                   | für die Opfer der WK I + II                       | č. NKP: 304-1174/0 Stand des NKP: 2012-02-28 Name: POMNÍK                    |
| BW   | Datei hochladen | Glockenturm(sk) ObjektID: 304-11919/0                 | Standort KG: Beckov Konskr.Nr.:                   | murovaná - zvonica na Hôrke           |                                                   | č. NKP: 304-11919/0 Stand des NKP: 2013-07-22 Name: ZVONICA                  |
| BW   | Datei hochladen | Turm(sk) Burg Beckov ObjektID: 304-1180/1             | Standort KG: Beckov Konskr.Nr.:                   | ;Beckovský hrad                       |                                                   | č. NKP: 304-1180/1 Stand des NKP: 2012-02-28 Name: VEŽA OBYTNÁ               |
| ja   | Datei hochladen | Burghof(sk) Burg Beckov ObjektID: 304-1180/2          | Standort KG: Beckov Konskr.Nr.:                   | Nádvorie dolné                        | unterer Burghof                                   | č. NKP: 304-1180/2 Stand des NKP: 2012-02-28 Name: NÁDVORIE HRADNÉ           |
| ja   | Datei hochladen | Burgbefestigung(sk) Burg Beckov ObjektID: 304-1180/3  | Standort KG: Beckov Konskr.Nr.:                   | Opevnenie dol.nádvor                  | Befestigung unterer Hof                           | č. NKP: 304-1180/3 Stand des NKP: 2012-02-28 Name: OPEVNENIE HRADU           |
| BW   | Datei hochladen | Bastion(sk) Burg Beckov ObjektID: 304-1180/4          | Standort KG: Beckov Konskr.Nr.:                   | Delová bašta                          | Kanonenbastei                                     | č. NKP: 304-1180/4 Stand des NKP: 2012-02-28 Name: BAŠTA DELOVÁ              |
| BW   | Datei hochladen | Burgpalast(sk) Burg Beckov ObjektID: 304-1180/5       | Standort KG: Beckov Konskr.Nr.:                   | Renesančný palác                      | Renaissanceteil                                   | č. NKP: 304-1180/5 Stand des NKP: 2012-02-28 Name: PALÁC HRADNÝ              |
| BW   | Datei hochladen | Bastion(sk) Burg Beckov ObjektID: 304-1180/6          | Standort KG: Beckov Konskr.Nr.:                   | Západná bašta                         | westliche Bastion                                 | č. NKP: 304-1180/6 Stand des NKP: 2012-02-28 Name: BAŠTA                     |
| BW   | Datei hochladen | Burgpalast 2(sk) Burg Beckov ObjektID: 304-1180/7     | Standort KG: Beckov Konskr.Nr.:                   | Priečny palác                         |                                                   | č. NKP: 304-1180/7 Stand des NKP: 2012-02-28 Name: PALÁC HRADNÝ II.          |
| ja   | Datei hochladen | Burgkapelle(sk) Burg Beckov ObjektID: 304-1180/8      | Standort KG: Beckov Konskr.Nr.:                   | r.k.                                  | römisch-katholisch                                | č. NKP: 304-1180/8 Stand des NKP: 2012-02-28 Name: KAPLNKA HRADNÁ            |
| ja   | Datei hochladen | Burgpalast 3(sk) Burg Beckov ObjektID: 304-1180/9     | Standort KG: Beckov Konskr.Nr.:                   | Gotický hrad                          | gotische Burg                                     | č. NKP: 304-1180/9 Stand des NKP: 2012-02-28 Name: PALÁC HRADNÝ III.         |
| BW   | Datei hochladen | Burgvorhof(sk) Burg Beckov ObjektID: 304-1180/10      | Standort KG: Beckov Konskr.Nr.:                   | Nádvorie s cisternou                  | Vorhof mit Zisterne                               | č. NKP: 304-1180/10 Stand des NKP: 2012-02-28 Name: NÁDVORIE HRADNÉ          |
| BW   | Datei hochladen | Burgbefestigung(sk) Burg Beckov ObjektID: 304-1180/11 | Standort KG: Beckov Konskr.Nr.:                   |                                       |                                                   | č. NKP: 304-1180/11 Stand des NKP: 2012-02-28 Name: OPEVNENIE HRADU          |
| BW   | Datei hochladen | Burgmauer(sk) Burg Beckov ObjektID: 304-1180/12       | Standort KG: Beckov Konskr.Nr.:                   |                                       |                                                   | č. NKP: 304-1180/12 Stand des NKP: 2012-02-28 Name: MÚR HRADBOVÝ             |
| BW   | Datei hochladen | Burghof(sk) Burg Beckov ObjektID: 304-1180/13         | Standort KG: Beckov Konskr.Nr.:                   |                                       |                                                   | č. NKP: 304-1180/13 Stand des NKP: 2012-02-28 Name: NÁDVORIE HRADNÉ          |
| BW   | Datei hochladen | Burgbrunnen(sk) Burg Beckov ObjektID: 304-1180/14     | Standort KG: Beckov Konskr.Nr.:                   | Hradná studňa                         |                                                   | č. NKP: 304-1180/14 Stand des NKP: 2012-02-28 Name: STUDŇA HRADNÁ            |
| BW   | Datei hochladen | Burgmauer(sk) Burg Beckov ObjektID: 304-1180/15       | Standort KG: Beckov Konskr.Nr.:                   |                                       |                                                   | č. NKP: 304-1180/15 Stand des NKP: 2012-02-28 Name: MÚR HRADBOVÝ             |
| BW   | Datei hochladen | Torturm(sk) Burg Beckov ObjektID: 304-1180/16         | Standort KG: Beckov Konskr.Nr.:                   | vstupná bašta                         | Eingangsbastion                                   | č. NKP: 304-1180/16 Stand des NKP: 2012-02-28 Name: VEŽA BRÁNOVÁ             |
| BW   | Datei hochladen | Barbakan(sk) Burg Beckov ObjektID: 304-1180/17        | Standort KG: Beckov Konskr.Nr.:                   |                                       |                                                   | č. NKP: 304-1180/17 Stand des NKP: 2012-02-28 Name: BARBAKÁN                 |
| BW   | Datei hochladen | Vorwerk(sk) Burg Beckov ObjektID: 304-1180/18         | Standort KG: Beckov Konskr.Nr.:                   |                                       |                                                   | č. NKP: 304-1180/18 Stand des NKP: 2012-02-28 Name: PREDHRADIE               |
| ja   | Datei hochladen | Jüdischer Friedhof(sk) ObjektID: 304-1184/0           | Standort KG: Beckov Konskr.Nr.:                   | Židovský cintorín                     |                                                   | č. NKP: 304-1184/0 Stand des NKP: 2012-02-28 Name: CINTORÍN ŽIDOVSKÝ         |
| BW   | Datei hochladen | Landsitz(sk) ObjektID: 304-2164/0                     | 3 Standort KG: Beckov Konskr.Nr.: 3               | nárožná;Kúria Dubnických              | Eckhaus, Villa Dubnické                           | č. NKP: 304-2164/0 Stand des NKP: 2012-02-28 Name: KÚRIA                     |
| BW   | Datei hochladen | Landsitz(sk) ObjektID: 304-2165/0                     | 3-4-5 Standort KG: Beckov Konskr.Nr.: 3,4,5       | Býv.župný sirotinec                   | ehem. Kreiswaisenhaus                             | č. NKP: 304-2165/0 Stand des NKP: 2012-02-28 Name: KÚRIA                     |
| BW   | Datei hochladen | Franziskanerkloster(sk) ObjektID: 304-1181/1          | 6 Standort KG: Beckov Konskr.Nr.: 475             | ;františkánsky                        |                                                   | č. NKP: 304-1181/1 Stand des NKP: 2012-02-28 Name: KLÁŠTOR FRANTIŠKÁNOV      |
| BW   | Datei hochladen | Kirche(sk) ObjektID: 304-1181/2                       | 6 Standort KG: Beckov Konskr.Nr.: 475             | r.k.sv.Jozefa;františkánsky           | römisch-katholische Kirche St. Joseph             | č. NKP: 304-1181/2 Stand des NKP: 2012-02-28 Name: KOSTOL                    |
| ja   | Datei hochladen | Landhaus(sk) ObjektID: 304-2216/0                     | 15 Standort KG: Beckov Konskr.Nr.:                | ;Ambrovec                             | Villa Ambrovec                                    | č. NKP: 304-2216/0 Stand des NKP: 2012-02-28 Name: KÚRIA                     |
| BW   | Datei hochladen | Bürgerhaus(sk) ObjektID: 304-11876/0                  | 24 Standort KG: Beckov Konskr.Nr.: 24             | solitér - Altusovec                   |                                                   | č. NKP: 304-11876/0 Stand des NKP: 2012-12-21 Name: DOM MEŠTIANSKY           |
| BW   | Datei hochladen | Pfarrhaus Gedenkstätte(sk) ObjektID: 304-1179/1       | 36 Standort KG: Beckov Konskr.Nr.:                | r.k.;Medňanský Martin                 | römisch-katholische Pfarrei, für Martin Medňanský | č. NKP: 304-1179/1 Stand des NKP: 2012-02-28 Name: FARA PAMÄTNÁ              |
| BW   | Datei hochladen | Gedenktafel(sk) ObjektID: 304-1179/2                  | 36 Standort KG: Beckov Konskr.Nr.:                | Medňanský Martin;1840-1899,spisovateľ | an den Pfarrer Martin Medňanský, Schriftsteller   | č. NKP: 304-1179/2 Stand des NKP: 2012-02-28 Name: TABUĽA PAMÄTNÁ            |
| BW   | Datei hochladen | Gedenkhaus(sk) ObjektID: 304-1177/1                   | 154 Standort KG: Beckov Konskr.Nr.:               | Štúr Dionýz;1827-1893,geológ,prírodov | für Dionýs Štúr, Geologe und Paläontologe         | č. NKP: 304-1177/1 Stand des NKP: 2012-02-28 Name: DOM PAMÄTNÝ               |
| BW   | Datei hochladen | Gedenktafel(sk) ObjektID: 304-1177/2                  | 154 Standort KG: Beckov Konskr.Nr.:               | Štúr Dionýz;1827-1893,geológ,prírodov | an den Geologen Dionýs Štúr                       | č. NKP: 304-1177/2 Stand des NKP: 2012-02-28 Name: TABUĽA PAMÄTNÁ            |
| BW   | Datei hochladen | Kirche(sk) ObjektID: 304-1183/0                       | Standort KG: Beckov Konskr.Nr.: 476               | r.k.sv.Štefana Kráľa                  | römisch-katholische Kirche St. Stephan der König  | č. NKP: 304-1183/0 Stand des NKP: 2012-02-28 Name: KOSTOL                    |
| ja   | Datei hochladen | Gedenkstätte mit Tafel(sk) ObjektID: 304-1176/0       | Pod Hôrkou ul. 86 Standort KG: Beckov Konskr.Nr.: | Hurban J.M.;1817-1888                 | an Dr. Jozef Miloslav Hurban                      | č. NKP: 304-1176/0 Stand des NKP: 2012-02-28 Name: MIESTO PAMÄTNÉ S PAM.TAB. |
| BW   | Datei hochladen | Landsitz(sk) ObjektID: 304-11916/0                    | 1.mája nám. 28 Standort KG: Beckov Konskr.Nr.:    | solitér - starobinec, kúria           |                                                   | č. NKP: 304-11916/0 Stand des NKP: 2013-07-03 Name: KÚRIA                    |
| ja   | Datei hochladen | Sockel(sk) ObjektID: 304-11918/1                      | 1.mája nám. Standort KG: Beckov Konskr.Nr.:       | štvorboký, kamenný - podstavec sochy  |                                                   | č. NKP: 304-11918/1 Stand des NKP: 2013-06-17 Name: PODSTAVEC                |
| ja   | Datei hochladen | Statue(sk) ObjektID: 304-11918/2                      | 1.mája nám. 28 Standort KG: Beckov Konskr.Nr.:    | sv. Florián - socha sv. Floriána      |                                                   | č. NKP: 304-11918/2 Stand des NKP: 2013-06-17 Name: SOCHA                    |

## Legende
Die Tabelle enthält im Einzelnen folgende Informationen:
| Foto:                    | Fotografie des Denkmals. |
| Denkmal / č. ÚZPF:       | Die Übersetzung der Bezeichnung des Denkmals, wie sie vom Slowakischen Denkmalamt (Pamiatkový úrad Slovenskej republiky) verwendet wird. Die Originalbezeichnung ist unter dem Fragezeichen angegeben. Fehlt die Übersetzung, so wird die Originalbezeichnung direkt angezeigt. Weiters ist die Objekt-Identifikationsnummer (Objekt ID) angeführt. Sie ist die offizielle, in der Slowakei eindeutige Nummer č. ÚZPF inklusive der zugehörigen Zählnummer, wie sie in den Daten des Denkmalamtes angegeben wird. Da diese nur innerhalb eines Landkreises gezählt wird, ist dessen Nummer der Denkmalnummer vorangestellt. |
| Standort:                | Wenn in der Liste vorhanden, ist die Adresse angegeben. In Klammern kann sich noch eine zusätzliche Adresse befinden, wenn es beispielsweise ein Eckhaus ist. Bei freistehenden Objekten ohne Adresse (zum Beispiel bei Bildstöcken) ist eine Adresse angegeben, die in der Nähe des Objekts liegt. Durch Aufruf des Links Standort wird die Lage des Denkmals in verschiedenen Kartenprojekten angezeigt. Darunter sind die Katastralgemeinde (KG) und, wenn vorhanden, die Konskriptionsnummer (Konskr. Nr.) angegeben.                                                                                                   |
| Offizielle Beschreibung: | Es ist die Kurzbeschreibung auf Slowakisch, wie sie in den offiziellen Listen angegeben ist, eingetragen. |
| Beschreibung:            | Kurze Angaben zum Denkmal auf Deutsch. |
| Metadaten:               | Zusätzlich werden, wenn in den persönlichen Einstellungen das Helferlein Dauerhaftes Einblenden von Metadaten aktiviert ist, ebensolche angezeigt. |

- Karte mit allen Koordinaten:
- OSM |
- WikiMap